# 塔格博瀑布
塔格博瀑布（Tagbo Falls）為鄰近迦納阿法賈托山、坐落在拉蒂沃特（Liati Wote）的瀑布，距霍霍埃鎮西方約27公里。該瀑布分數個階段落下，而在最後階段落下高度約有60公尺。該瀑布四周環繞著雨林。